# Слуцкий автобус
Слуцкий автобус — единственный в Слуцке вид общественного транспорта, который насчитывает более чем 100-летнюю историю. Слуцкий автобус стал одной из первых успешных автобусных систем на территории Беларуси. В то же время слуцкий автобус не является первой по продолжительности работы автобусной системой в Беларуси, так как работал с перерывами и разными целями.

## История
Предпосылкой появлиения в Слуцке автобусного движения стало отсутствие железной дороги, которая до этого уже была проложена в крупных белорусских городах. Железнодорожная линия из Осиповичей была построена до Уречья только в 1904 году (по другим данным — в 1907 году). В связи с этим в 1908 году бобруйским купцом Ф. Некричем и случчанином И. Эттингером было основано акционерное общество «Предприятие срочного автомобильного сообщения», которое в 1909 году приобрело три автобуса немецкого производства, и организовало перевозки пассажиров по маршрутам Слуцк — Старые Дороги и Слуцк—Ляховичи, протяжённость которых составляла 51 и 78 км соответственно.
Линию Слуцк — Старые Дороги обслуживали три автобуса N.A.G. До Ляховичей пассажиры доставлялись автобусами Dürkopp. Летом автобусы ездили каждый день, осенью — 2-3 раза в неделю. Зимой автобусы отстаивались в гараже.
Репортёр газеты «Минское слово» в 1912 году описывал поездку по маршруту Слуцк — Старые Дороги следующим образом:

Автобус являет собой вагон фургонного типа — громоздкий и поставленный на четыре колеса. Он приходит в Старые Дороги раз в сутки около двух часов и ночует до утра, а утром забирает пассажиров и везёт их в Слуцк. Против вокзала в Старых Дорогах устроен деревянный сарай, в котором ночует этот «проводник прогресса».
Автобус слуцкого направления очень похож на грязного, обременённого заботами слона. Покачиваясь всем корпусом направо и налево, медленно выходит он из сарая, оставляя широкие следы от колёс. Мгновенно этот «слон» наполняется народом. Нагружается и сверху, и снизу и, издав хриплый победоносный звук, движется вперёд по шоссе.
Первое впечатление довольно нервирует вас. «Слон» покачивается то туда, то сюда. Вам кажется, что вот-вот он так покачнётся, что перевернёт вас, но потом мало-помалу вы привыкаете к этим колебаниям…
— «Минское слово»
Осенью 1915 года общество прекратило свою работу. Это могло быть вызвано как приближением фронта во время Первой мировой войны, так и ввиду прокладки железной дороги до Слуцка.
В 1948 году автобусное движение было начато вновь. 19 мая 1956 года было организовано собственное пассажирское хозяйство. Было организовано 4 маршрута, которые обслуживали 8-10 автобусов ПАЗ-651, а также пять междугородных и семь пригородных маршрутов. В 1959 году в центре Слуцка была построена автобусная станция, которая в 1966 году была перенесена на Привокзальную площадь к железнодорожному вокзалу. В 1982 году был построен вокзал, который эксплуатируется по сей день.